# Ненад Лаловић
Ненад Лаловић (Београд, 21. август 1958) јесте српски привредник и спортски функционер. Члан је Међународног олимпијског комитета (МОК) од 2015. године.

## Биографија
Похађао је школе у Тунису, Југославији и Белгији, а диплому средње школе стекао је у Женеви. Студирао је и стекао диплому машинског инжењера на Универзитету у Новом Саду.
Лаловић је био директор туристичке агенције и представник разних туристичких агенција на далматинском приморју у Хрватској, као и менаџер рент-а-кар компаније. Око 1995. се преселио у Русију да ради у грађевинској компанији, где је и даље активан партнер.
Лаловић је 18. маја 2013. именован за председника Рвачког савеза Србије на последње две године мандата бившег председника Рафаела Мартинетија, након његове оставке. Током 2014. постао је председник United World Wrestling-а, који се фокусира на две олимпијске дисциплине рвања: грчко-римским и слободним стилом. Лаловић је од 2015. године члан извршног комитета Светске антидопинг агенције (WADA).
Лаловић је постао члан МОК-а 2015. године и био је део Олимпијског комитета солидарности. Те године је постао и члан Фондације WADA-е. Године 2018. постао је члан Асоцијације међународних летњих олимпијских федерација (ASOIF), а такође је изабран за представника ASOIF-а у Извршни одбор МОК-а.

## Награде
Лаловић је добио разне почасне докторате, укључујући почасни докторат Ташкентског државног техничког универзитета у Узбекистану и једног Софијског универзитета у Бугарској. Њему је 2019. додељен почасни докторат универзитета у Астани у Казахстану.